# Stepfanie Kramer
Stepfanie Kramer (Los Angeles, 6 augustus 1956) is een Amerikaans actrice, schrijfster en singer-songwriter. Ze is vooral bekend van haar rol als Dee Dee McCall in de politieserie Hunter.

## Biografie
Stepfanie Kramer werd geboren in Los Angeles op 6 augustus 1956 als dochter van Oscar en Grace Kramer.
Haar professionele acteercarrière begon eind jaren zeventig, terwijl ze nog op school zat. Ze speelde gastrollen in verschillende televisieseries, zoals Starsky and Hutch, Dynasty, Bosom Buddies en Knots Landing. Kramer studeerde in 1977 af aan de American Academy of Dramatic Arts, waar ze later lesgaf als gastdocent.
Haar grote doorbraak kwam in 1984, toen ze een hoofdrol kreeg in politieserie Hunter, gecreëerd door Stephen J. Cannell. Er werden zeven seizoenen gemaakt en Kramer speelde in zes daarvan tot haar vrijwillig vertrek na 130 afleveringen.
In 1992 trouwde ze me Mark Richards en verhuisde het koppel naar Colorado. Twee jaar later kregen ze een dochter, Lily. In 2001 eindigde het huwelijk in een scheiding.  In de jaren 90 verscheen ze slechts sporadisch in televisieproducties. Na twee succesvolle televisiefilms gebaseerd op Hunter, werd de serie in 2003 opnieuw gelanceerd maar al na vier afleveringen weer geannuleerd.
Kramer is een geschoolde mezzosopraan. In 1999 bracht ze One Dream uit, haar eerste album met deels zelfgecomponeerde muziek en in 2008 verscheen het coveralbum The Great American Song Book.